# موزه علم و طبیعت اهواز
موزه علم و طبیعت دانشگاه شهید چمران اهواز در سال ۱۳۸۲ افتتاح شد. این موزه دارای غرفه‌های مختلف آسیب شناسی، سرطان شناسی، تشخیص بیماری، باکتری شناسی، ویروس شناسی، قارچ شناسی، انگل شناسی، خون شناسی، جنین شناسی، اسکلت شناسی، سلول شناسی، آناتومی، ژنتیک و غیره است. در این موزه بزرگترین پیکره قلب و عروق تمام الکترونیک جهان با وزن حدود ۳ تن و اندازه‌ای حدود ۴۶ هزار و ۲۹۲ برابر قلب طبیعی قرار دارد. ساختار این پیکره به گونه‌ای طراحی شده که بیش از ۶۰۰ نوع بیماری قلبی و عروقی را نشان می‌دهد.